# 1979 en république du Congo

## Gouvernement
- Président : jusqu'au 5 février : Joachim Yhombi-Opango ; à partir du 5 février : Denis Sassou-Nguesso
- Premier ministre : Louis-Sylvain Goma

## Événements
- 5 février : le comité central du Parti congolais du travail (PCT) met un terme au pouvoir du Comité militaire du parti, et porte le colonel Denis Sassou-Nguesso à la tête de l'État
- 30 mars : au cours d'un congrès extraordinaire, Denis Sassou-Nguesso est élu président du comité central du PCT, et président de la République pour cinq ans
- 8 juillet : élections législatives sur liste unique et adoption de la nouvelle constitution
- 14 août : prestation de serment de Denis Sassou-Nguesso comme président de la République
- 25 novembre : réunion à Brazzaville entre Sékou Touré (Guinée), Mathieu Kérékou (Bénin) et Denis Sassou-Nguesso, pour tenter de trouver une solution à la crise tchadienne